# Mourgoune Arabe
Mourgoune Arabe (ou Mourgoun) est une localité du Cameroun située dans l'arrondissement de Petté, le département du Diamaré et la région de l’Extrême-Nord. Elle fait partie du canton de Fadaré.

## Population
En 1975, la localité comptait 85 habitants, des Arabes Choa.
Lors du recensement de 2005, on y a dénombré 271 personnes.